# ELTON hodinářská
ELTON hodinářská, a.s. je tradičním producentem náramkových hodinek PRIM.  Je právním nástupcem národního podniku ELTON. V Novém Městě nad Metují se pobočný závod libereckého podniku Chronotechna, pověřený vývojem a později výrobou náramkových hodinek, otevřel již roku 1949. Prototyp prvních náramkových hodinek, tehdy ještě pod názvem SPARTAK, zde byl vytvořen v roce 1954. Celkem jich bylo vyrobeno 6 000 kusů. Po úspěšném vyhodnocení vývoje byla v roce 1958 zahájena sériová výroba hodinek již pod novým obchodním názvem PRIM.
V roce 1969 se z novoměstského závodu stal samostatný právní subjekt – národní podnik ELTON. Podnik se zcela oddělil od Chronotechny, a to se vším, co do té doby pracovníci závodu vytvořili. Zejména šlo o kompletní know-how a designy spojené s výrobou náramkových hodinek PRIM.
Po roce 1989 prošla firma složitou privatizací a do 21. století vstupovala s novou obchodní a výrobní strategií. Od roku 2017 je součástí holdingu Czechoslovak Group. Dnes v manufaktuře v Novém Městě nad Metují hodinky vyrábí, konstruuje a vytváří jejich design. Hodinky osazuje mechanickými strojky vlastní konstrukce.